# Guatemaltekische Badmintonmeisterschaft 2012
Die Guatemaltekische Badmintonmeisterschaft 2012 fand vom 30. November bis zum 2. Dezember 2012 in Guatemala-Stadt statt.

## Austragungsort
- Coliseo Deportivo, Ciudad de los Deportes, Guatemala-Stadt

## Medaillengewinner
| Disziplin    | Gold                           | Silber                          | Bronze                            |
| ------------ | ------------------------------ | ------------------------------- | --------------------------------- |
| Herreneinzel | Kevin Cordón                   | Rodolfo Ramírez                 | Anibal Marroquín                  |
| Herreneinzel | Kevin Cordón                   | Rodolfo Ramírez                 | Heymard Humblers                  |
| Dameneinzel  | Nikte Sotomayor                | Ana Lucia de Leon               | Krisley López                     |
| Herrendoppel | Rodolfo Ramírez Jonathan Solís | Luis Pablo Arriola Kevin Cordón | Rubén Castellanos Adams Rodríguez |
| Herrendoppel | Rodolfo Ramírez Jonathan Solís | Luis Pablo Arriola Kevin Cordón | Heymard Humblers Anibal Marroquín |
| Damendoppel  | Krisley López Nikte Sotomayor  | Ana Lucia de Leon Beatriz Ramos | -                                 |